# U–87
Koordináták: é. sz. 41° 36′ 00″, ny. h. 13° 31′ 00″41.600000°N 13.516667°W
Az U–87 német tengeralattjáró a második világháború során öt szövetséges hajót süllyesztett el. Köztük a volt az SS Port Nicholson teherhajó, amelyről 2012-ben egy hivatásos kincskereső azt állította, hogy hárommilliárd dollár értékű nemesfémet szállított, amikor az Atlanti-óceánon megtorpedózták. Később kiderült, hogy nincs kincs a hajón.

## Pályafutása
Az U–87 tengeralattjárót 1941. augusztus 19-én állította szolgálatba a német haditengerészet. Pályafutása során öt nagyobb akcióban vett részt, amelyek során öt hajót süllyesztett el. A szövetségeseknek ezzel 38 ezer 14 bruttó regisztertonna veszteséget okozott. A búvárhajó összesen 260 napot töltött a tengeren az akciók során.
A búvárhajónak egy kapitánya volt, Joachim Berger. Az U–87 egyetlen embert sem vesztett 1943. március 4-éig, amikor a portugáliai Leixões városától nyugatra egy kanadai korvett, a HMSC Shediac és egy szintén kanadai romboló, a HMCS St. Croix rábukkant, és mélyvízi bombákkal megsemmisítette. A tengeralattjáró fedélzetén tartózkodó 49 német tengerész meghalt a támadásban.

## A Port Nicholson elsüllyesztése

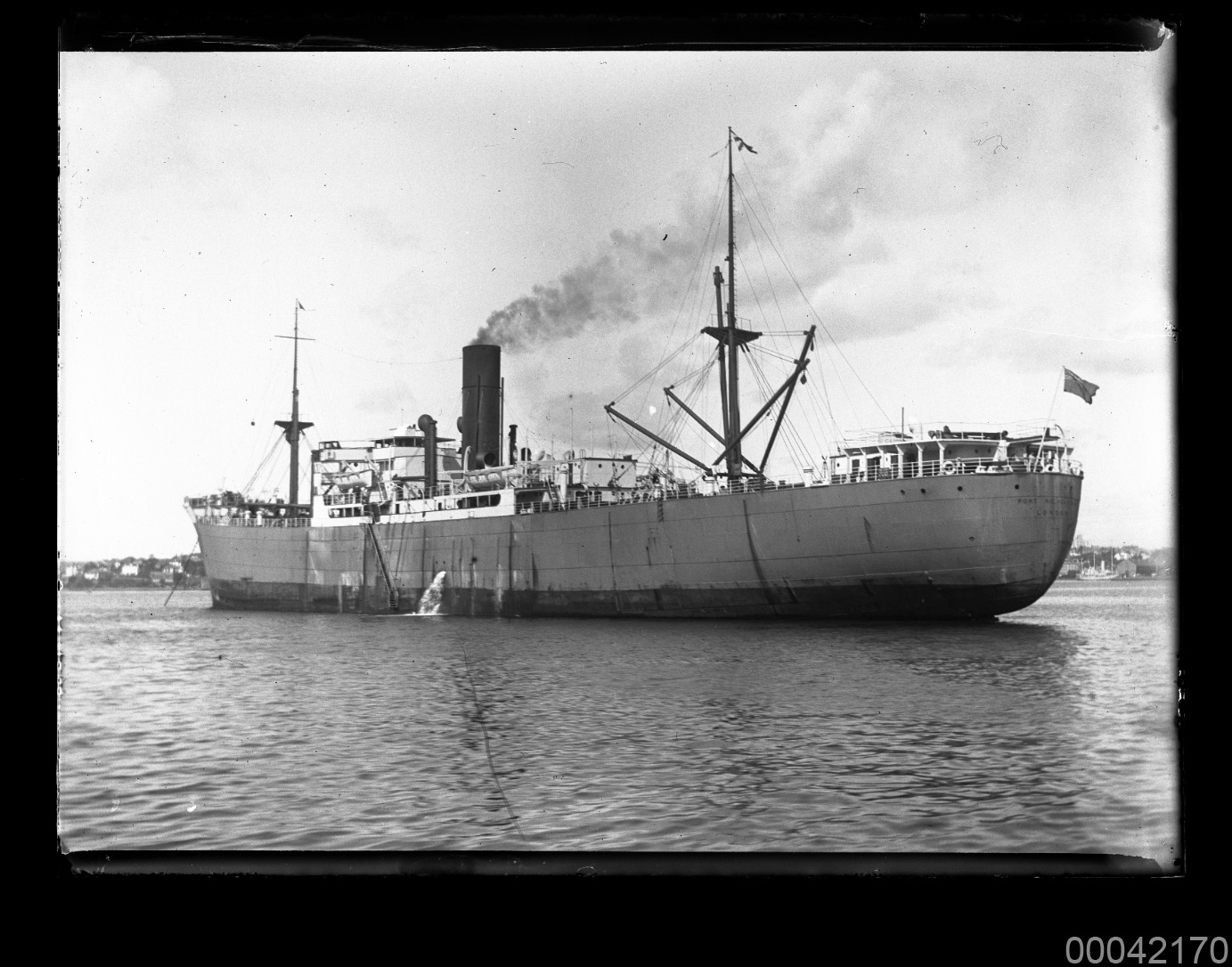
A Port Nicholson

A feljegyzések szerint az 1600 tonna autóalkatrészt és 4000 tonna különböző hadi felszerelést szállító Port Nicholson gőzhajó az XB-25 kódjelű konvoj tagjaként haladt a kanadai Halifaxből az amerikai Bostonba, amikor 1942. június 16-án megtámadta az U–87 német tengeralattjáró. A búvárhajó kapitánya, Joachim Berger kevéssel hajnali negyed öt után adott tűzparancsot. A Port Nicholsont két torpedó találta el, az egyik pont a gépháznál robbant. Mivel a gőzös nem süllyedt el azonnal, a Kanadai Királyi Haditengerészet Nanaimo nevű hajója fel tudta venni a túlélőket, 80 tengerészt és négy géppuskást. A támadásban hatan haltak meg.
Egy amerikai roncskutató, Greg Brooks 2012. február 1-jén jelentette be, hogy megtalálta a hajó roncsait, amelyben nem az amerikai kincstári könyvelésben szereplő áru, hanem hárommilliárd dollár értékű nemesfém - 71 tonna platina, aranyrudak és gyémántok - van. 2014-ben Greg Brooks, miután több millió dollárt gyűjtött össze befektetőktől, elismerte, hogy a roncsok nem rejtenek kincseket.

## Kapitány
| Név            | Kezdőnap            | Zárónap          |
| -------------- | ------------------- | ---------------- |
| Joachim Berger | 1941. augusztus 19. | 1943. március 4. |

## Őrjáratok
| Indulás       | Indulónap           | Érkezés       | Zárónap            |
| ------------- | ------------------- | ------------- | ------------------ |
| Kiel          | 1941. december 24.  | La Pallice    | 1942. január 30.   |
| La Pallice    | 1942. február 22.   | Saint-Nazaire | 1942. március 27.  |
| Saint-Nazaire | 1942. május 19.     | Saint-Nazaire | 1942. július 8.    |
| Saint-Nazaire | 1942. augusztus 31. | Brest         | 1942. november 20. |
| Brest         | 1943. január 9.     | *             | 1943. március 4.   |

* A tengeralattjáró nem érte el úti célját, elsüllyesztették

## Elsüllyesztett hajók
| Dátum              | Hajó neve      | Nemzetisége        | Brt  | Konvoj |
| ------------------ | -------------- | ------------------ | ---- | ------ |
| 1941. december 31. | Cardita        | Egyesült Királyság | 8237 | HX-166 |
| 1942. január 17.   | Nyholt         | Norvégia           | 8087 | ON-52  |
| 1942. június 16.   | Cherokee       | USA                | 5896 | XB-25  |
| 1942. június 16.   | Port Nicholson | Egyesült Királyság | 8402 | XB-25  |
| 1942. október 11.  | Agapenor       | Egyesült Királyság | 7392 |        |